# Китайско-сан-маринские отношения
Китай и Сан-Марино установили дипломатические отношения на консульском уровне 6 мая 1971 года, отношения на уровне послов — 5 июля 1991 года.
6 мая 2021 года председатель КНР Си Цзиньпин и сан-маринские капитаны-регенты Джанкарло Вентурини и Марко Николини обменялись поздравительными посланиями в честь 50-летия установления дипломатических отношений между двумя государствами. В тот же день в Сан-Марино прошли мероприятия, посвященные годовщине.

## Торговля
Торговые отношения между Китаем и Сан-Марино начались в 1988 году, но объем торговли был мал. В 2014 году объем торговли между двумя странами составил 5 810 000 долларов США, 2 830 000 были экспортированы Сан-Марино, 2 980 000 — Китаем. Годовой прирост составил 54,4 %.

## Путешествие
6 мая 1985 года Китай и Сан-Марино подписали взаимное соглашение о введении безвизового режима. Соглашение вступило в силу 22 июля того же года. Это сделало Сан-Марино первой страной в мире, где был разрешён безвизовый въезд на материковый Китай для владельцев обычных паспортов. Однако, поскольку Сан-Марино полностью окружено Италией, на практике гражданам Китая для въезда понадобится шенгенская виза.